# Bommaganahalli, Bangarapet
Bommaganahalli là một làng thuộc tehsil Bangarapet, huyện Kolar, bang Karnataka, Ấn Độ.